# Alburnus belvica
Alburnus belvica är en fiskart som beskrevs av Stanko Karaman 1924. Alburnus belvica ingår i släktet Alburnus och familjen karpfiskar. IUCN kategoriserar arten globalt som sårbar. Inga underarter finns listade i Catalogue of Life.